# هجوم الفأس دهوك 2025
في الأول من أبريل/نيسان عام 2025، شنّ مواطن سوري سلسلة هجمات قصيرة الأمد ضد الآشوريين المحتفلين بمهرجان خاب نيسان السنوي في دهوك. أصيب شخصان جراء الهجمات، بينما تشير مصادر أخرى إلى إصابة شخص ثالث من قوات الآسايش. بعد أيام من الهجوم، تبيّن أن الجاني لاجئ سوري من دهوك، وقد تلقى تعليمه على يد داعش قبل تنفيذه الهجوم.

## الجدول الزمني

### هجوم
قام المهاجم في البداية بإخفاء الأسلحة في حقيبة حتى شق طريقه إلى مكان الاحتفالات بعيد رأس السنة الآشورية. ظهرت مقاطع فيديو للهجوم على وسائل التواصل الاجتماعي والتي أظهرت المهاجم وهو يصرخ "دولة الإسلام" أو " الدولة الإسلامية " أثناء ركضه نحو الحشد المسير، قبل أن يثبته الآشوريون على الأرض في مكان الحادث. هاجم ثلاثة أشخاص، من بينهم قاصر، شوهد وهو يمسح الدم عن جسده بالعلم الآشوري. لاحقًا، لُوح بالعلم الملطخ بالدماء خلال بقية العرض كرمز للصمود وكان موجودًا أيضًا في مقاطع فيديو على وسائل التواصل الاجتماعي. بعد الهجوم، استمرت احتفالات أكيتو كما هو مخطط لها، حيث واصل الحاضرون التلويح بالأعلام وأداء الرقصات التقليدية.

### تحقيق
وذكر مصدر مقرب من وكالة شفق نيوز العراقية أن المهاجم نفذ الهجوم كعملية إرهابية مرتبطة بتنظيم داعش. كما قدمت تحقيقات مجلس أمن إقليم كردستان ادعاءات مماثلة.
ذكرت التقارير الأولية أن المهاجم مواطن سوري يعيش في مخيم دوميز للاجئين في دهوك، والذي كان يضم عددًا من اللاجئين الأكراد السوريين الذين فروا من الحرب الأهلية السورية. في 10 أبريل، حددت لجنة أمن إقليم كردستان المهاجم بأنه لؤي عبد الرحمن ونشرت اعترافًا مصورًا منه في نفس اليوم. في الفيديو، ذكر عبد الرحمن أنه أصبح متأثرًا بداعش بعد متابعة حساباتهم على وسائل التواصل الاجتماعي وقراءة منشوراتهم. وفي النهاية تعهد بالولاء لأمير وخضع "لدورات دينية وجهادية"، واختار تنفيذ الهجوم في 1 أبريل لأنه كان يعلم أنه سيكون خلال مهرجانات أكيتو.
وأكدت التحقيقات إصابة شخصين على الأقل، على الرغم من أن بعض التقارير ذكرت أن جميع المهاجمين الثلاثة أصيبوا بجروح؛ أصيب فتى يبلغ من العمر 17 عامًا من بخديدا وامرأة تبلغ من العمر 75 عامًا من عين بقرة، وهي قرية بالقرب من ألقوش بكسور في الجمجمة، بينما أصيب أحد أفراد قوات الأمن المحلية أيضًا بجروح من الهجمات. أكد السياسي السابق سرود مقدسي هويات ضحايا الهجوم في مقابلة مع شبكة رووداو الإعلامية.

## ردود الفعل
أدان محافظ دهوك علي تتار الهجوم علنًا ووصفه بالجبان، وأكد على ضرورة التعايش بين الجماعات العرقية والدينية في المنطقة. كما كتبت بعثة الأمم المتحدة لمساعدة العراق (يونامي) إدانة للحادث، ودعت السلطات المعنية إلى ضمان محاسبة الشخص المسؤول عن الحادث.
وقد أدان أعضاء المجتمع الآشوري الهجوم بشدة، وخاصة في الشتات، الذين كانوا عرضة لموجة من خطاب الكراهية على وسائل التواصل الاجتماعي في أعقاب الهجوم. كما أثار الحدث مخاوف بشأن سلامة الآشوريين الذين بقوا في العراق، واستعداد الشتات للعودة للعيش في البلاد أو زيارتها للاحتفالات. وبعد وقت قصير من الهجوم، أدانت الحركة الديمقراطية الآشورية الحادث، مشيرة إلى أنه كان الأول من نوعه منذ بدء الاحتفالات العامة بعيد رأس السنة الآشورية في دهوك عام 1992. وحث الحزب على تجريم خطاب الكراهية والتطرف، ودعا إلى الشفافية العامة فيما يتعلق بالتحقيقات. كما أعرب الاتحاد الوطني لبيت نهرين عن إدانات مماثلة، وأكد على أن الجاني يجب أن يتلقى السجن مدى الحياة بموجب المادة 31 من قانون العقوبات العراقي.